# Glenville (Carolina del Norte)
Glenville es un lugar designado por el censo ubicado en el condado de Jackson en el estado estadounidense de Carolina del Norte. La localidad en el año 2010, tenía una población de 110 habitantes.

## Geografía
Glenville se encuentra ubicado en las coordenadas 35°10′14.91″N 83°7′47.9″O / 35.1708083, -83.129972. 